# Championnat de Lituanie de football 1993-1994
Navigation
Saison précédente Saison suivante
La saison 1993-1994 du Championnat de Lituanie de football était la 4e édition de la première division lituanienne. Les 12 clubs de l'élite jouent les uns contre les autres lors de rencontres disputées en matchs aller et retour au sein d'une poule unique.
Le FK Ekranas Panevezys, tenant du titre, a tenté de le conserver face aux 11 meilleurs clubs du pays.
C'est le ROMAR Mazeikiai qui finit en tête du championnat et remporte le premier titre de champion de Lituanie de son histoire. Il termine avec 1 point d'avance sur le FK Zalgiris Vilnius et 7 sur le tenant du titre, l'Ekranas Panevezys.

## Les 12 clubs participants
| - FK Zalgiris Vilnius - FK Ekranas Panevezys - FBK Kaunas - Zydrius Marijampolé - FK Sirijus Klaipeda - FK Panerys Vilnius | - FK Inkaras Kaunas - ROMAR Mazeikiai - FK Tauras-Karsuva Tauragé - Sakalas Siauliai - Gelezinis Vilkas Vilnius - PSK Aras Klaipeda |

## Compétition

### Classement
Le barème de points servant à établir le classement se décompose ainsi :
- Victoire : 2 points
- Match nul : 1 point
- Défaite : 0 point

| Rang | Équipe                    | Pts | J  | G  | N | P  | Bp | Bc | Diff |
| ---- | ------------------------- | --- | -- | -- | - | -- | -- | -- | ---- |
| 1    | ROMAR Mazeikiai           | 38  | 22 | 17 | 4 | 1  | 53 | 10 | +43  |
| 2    | FK Zalgiris Vilnius (C)   | 37  | 22 | 17 | 3 | 2  | 57 | 13 | +44  |
| 3    | FK Ekranas Panevezys (T)  | 31  | 22 | 13 | 5 | 4  | 48 | 12 | +36  |
| 4    | FK Panerys Vilnius        | 29  | 22 | 12 | 5 | 5  | 35 | 17 | +18  |
| 5    | FBK Kaunas                | 28  | 22 | 12 | 4 | 6  | 31 | 18 | +13  |
| 6    | PSK Aras Klaipeda         | 22  | 22 | 7  | 8 | 7  | 32 | 28 | +4   |
| 7    | FK Sirijus Klaipeda       | 19  | 22 | 7  | 5 | 10 | 25 | 31 | -6   |
| 8    | FK Inkaras Kaunas         | 15  | 22 | 4  | 7 | 11 | 22 | 34 | -12  |
| 9    | Sakalas Siauliai          | 15  | 22 | 6  | 3 | 13 | 23 | 51 | -28  |
| 10   | Gelezinis Vilkas Vilnius  | 13  | 22 | 3  | 7 | 12 | 14 | 50 | -36  |
| 11   | Zydrius Marijampolé       | 9   | 22 | 1  | 7 | 14 | 12 | 46 | -34  |
| 12   | FK Tauras-Karsuva Tauragé | 8   | 22 | 2  | 4 | 16 | 13 | 55 | -42  |

|  | Qualifié pour la Coupe des Coupes 1994-1995 |
|  | Qualifié pour la Coupe UEFA 1994-1995       |
|  | Relégation en 2e division                   |

## Bilan de la saison
| Tableau d'Honneur                   |                     |
| Compétition                         | Vainqueur           |
| Championnat de Lituanie de football | ROMAR Mazeikiai     |
| Coupe de Lituanie de football       | FK Zalgiris Vilnius |

| Qualifications européennes |                     |
| Coupe UEFA 1994-1995       | Qualifié            |
| 1er tour                   | ROMAR Mazeikiai     |
| Coupe des Coupes 1994-1995 | Qualifié            |
| 1er tour                   | FK Zalgiris Vilnius |

| Promotion et relégation |                                                                     |
| Relégués en II Lyga     | Gelezinis Vilkas Vilnius Zydrius Marijampolé Tauras-Karsuva Tauragé |
| Promus en A Lyga        | Banga Gargzdai FK Ukmergé Interas Visaginas                         |